# 瑞穗號列車
「瑞穗」（日语： Mizuho */?）是在九州旅客鐵道（JR九州）九州新幹線和西日本旅客鐵道（JR西日本）山陽新幹線上直通運行的特快列車，主要往返於新大阪至鹿兒島中央之間，是2011年3月隨著九州新幹線全線通車時而增設的列車等級。所屬的線路顏色為橙色（■）。

## 簡介
「瑞穗」號的設置原本並不在九州新幹線的計劃之上。JR九州、JR西日本初期僅有計畫提供每站皆停的「燕」號及較快速、僅停靠部份車站的「櫻」號兩個車等。後來部份地方團體向JR提出請求，希望能加設和東海道新幹線、山陽新幹線上的「希望」號等級相仿的列車，JR方面亦有意爭取原本主要是以航空運輸為主的商務客群，因此在2010年8月向外公佈將會加設更快速的車等，並於次月公開「瑞穗」號的命名可能。
「瑞穗」的列車名稱，原本是在公開募集票選櫻號列車的車名時一同上榜的選項之一，並在JR九州與沿線地方自治體磋商之後確認。「瑞穗國」是日本的雅稱，象徵伴隨著九州與山陽新幹線開始直通運行之後，從日本穀倉的九州地區帶來豐饒之實的意義。在日本國有鐵道與JR的歷史中，「瑞穗」並不是第一次出現的列車名——在1961年10月1日至1994年12月3日之間，尚有一列行駛在東京與熊本、長崎之間的同名夜行臥鋪列車。因此九州新幹線上行駛的瑞穗號是使用該名稱的第二代列車。
由於瑞穗號為九州新幹線中最高等級的列車，因此收費模式和山陽新幹線中的希望號相同，但在山陽新幹線區間內乘搭瑞穗號時，需比希望號再多付200至300日圓的車資。使用九州铁路周游券及一部份版本JR西日本鐵路周遊券的外國人士，搭乘指定區間（北九州版:博多→熊本，全九州版:博多→鹿兒島中央）時不須額外付費（使用日本铁路周游券时，和希望號一样，需要支付全额车费）。而在日本國內持滿月護照（日语：フルムーン夫婦グリーンパス）的乘客，不論是自由席還是指定席皆不能夠免費乘坐，並須付全額車資。為長者而設的東洋俱樂部（日语：ジパング倶楽部），購買車票時也沒有折扣優惠。

## 歷史
2011年3月12日，九州新幹線正式全線通車，並在同日起和山陽新幹線進行直通運行，「瑞穗」正式開始營運，一日提供4對列車，往返新大阪至鹿兒島中央行車時間為3小時45分鐘。
2012年3月17日，時刻表修正後，瑞穗號由4對列車增加至5對列車，往返新大阪至鹿兒島中央行車時間縮短至為3小時42分鐘。

## 停靠車站
全班次列車停靠車站為新大阪、新神戶、岡山、廣島、小倉、博多、熊本及鹿兒島中央，部分班次增加停靠姬路、福山、新山口、久留米、川內等站。

## 使用車輛
瑞穗號只有使用N700系一種車款，其中7000番台版本是JR西日本所屬，8000番台則是JR九州所屬。兩者在車身上沒分別，但車內廣播的鈴聲則不同。

## 事件

### 山陽新幹線放火未遂事件
2017年5月26日11时10分左右，从新大阪出发开往鹿儿岛中央方向的“瑞穗615号”列车在冈山站停靠前，1号车厢内的一名男子用打火机点燃了一份文件，并放置在它在座位上发生。该事件影响了大约4,600人，部分座位被烧毁，随后的7趟列车延误了长达19分钟。